# Die Fleisch EP
Die Fleisch EP ist die einzige offizielle Veröffentlichung der Berliner Punkband Soilent Grün. Kurz nach der Veröffentlichung löste sich die Band am 1. Mai 1982 offiziell auf, Bela B. und Farin Urlaub gründeten daraufhin Die Ärzte.

## Stil und Rezeption
Die vier Musiker mischen auf dieser EP Punk mit Tango-Einflüssen, zu hören in den von Farin Urlaub geschriebenen Stücken FDJ-Punx und Romantik. Die von Sänger Roman Stoyloff mit Unterstützung der drei Instrumentalisten intonierten Texte handeln von aktiv verübter Sodomie (Sodomie), körperlicher Gewalt (Du bist tot, Romantik) und Diskriminierung (Erwin).
Thomas Skubsch, Autor des Kabeljau-Fanzines, schrieb über die "Fleisch EP":

„Tote Band, lebendige Musik – ’ne Menge Tracks für’s Geld und dann auch noch aus Berlin – FDJ-Punx ist ein ziemlich gut witziges Stück mit 'ner idiotischen Melodie.“

## Cover
Das Coverbild der „Fleisch EP“ ist eine Fotografie des schlafenden Vaters von Jörg Buttgereit. Es wurde später als Cover für die Single "Morgens Pauken" von der Band Die Ärzte wiederverwendet.

## Titelliste
Seite 1:
1. Wir kommen (M/T: Felsenheimer)
2. Du bist tot (M/T: Stoyloff, Urlaub)
3. Romantik (M/T: Urlaub)

Seite 2:
1. FDJ-Punx (M/T: Urlaub)
2. Sodomie (M/T: Urlaub)
3. Erwin (M/T: Felsenheimer)